# Společnost mrtvých básníků
Společnost mrtvých básníků (anglicky: Dead Poets Society) je americký film z roku 1989 režiséra Petera Weira v hlavní roli s Robinem Williamsem. Děj se odehrává v roce 1959 v konzervativní a aristokratické chlapecké přípravné škole a vypráví příběh učitele angličtiny, který inspiruje své studenty ke změně jejich konformních životů prostřednictvím jeho výuky poezie a literatury. Ústřední myšlenkou filmu je latinské přísloví carpe diem (česky: užívej dne).
Mimo postavy učitele angličtiny Johna Keatinga (Robin Williams) se ve filmu vyskytují postavy sedmi chlapců. Jsou jimi Neil Perry (Robert Sean Leonard), Todd Anderson (Ethan Hawke), Knox Overstreet (Josh Charles), Charlie Dalton (Gale Hansen), Richard Cameron (Dylan Kussman), Steven Meeks (Allelon Ruggiero) a Gerard Pitts (James Waterston).
Film byl nominován na řadu filmových ocenění a mnoha kategoriích (za všechny například na 4 Oscary, 6 cen BAFTA či 4 Zlaté glóby). Získal Oscara za nejlepší scénář, cenu BAFTA za nejlepší film a hudbu, cenu César za nejlepší zahraniční film a cenu Donatellův David za nejlepší zahraniční film.